# Abrigada
Abrigada is een plaats (freguesia) in de Portugese gemeente Alenquer en telt 3 416 inwoners (2001).